# Rivotorto
Rivo Torto o Rivotorto es una fracción del municipio de Asís (provincia de Perugia). Situado al pie del monte Subasio (a 211 m s. n. m.), Rivotorto dista sólo 3 kilómetros de la ciudad de Asís y cuenta con 1.284 habitantes (datos ISTAT 2001), que hacen de ella una de las fracciones más pobladas del territorio. En la tradición local y en los municipios vecinos, el lugar es conocido también con el nombre de «Rigobello».
Fue el lugar donde se vivió la primavera franciscana. Después que San Francisco de Asís consiguió la aprobación del Papa Inocencio III de su regla, regresó a su ciudad natal. Se estableció junto con otros once hermanos en un establo en las afueras de Asís. Desde allí podían visitar a los leprosos, ir a la iglesia y trabajar en Asís. Un día llegó un lugareño metiendo a la fuerza a su animal de carga, insultando a los hermanos. Francisco, que no se apegaba a nada, dejó el lugar donde se habían vivido los tiempos más hermosos del franciscanismo.
El santuario de Rivotorto, junto a otros lugares franciscanos de Asís, fue declarado Patrimonio de la Humanidad por la Unesco en 2000.